# بری مارشال
بری جیمز مارشال (به انگلیسی: Barry James marshall) (زاده ۳۰ سپتامبر ۱۹۵۱) پزشک اهل استرالیا و برنده جایزه نوبل فیزیولوژی و پزشکی در سال ۲۰۰۵ است. وی استاد میکروبیولوژی در دانشگاه استرالیای غربی می‌باشد. مارشال و رابین وارن ثابت کردند که باکتری هلیکوباکتر پیلوری دلیل بیشتر زحم معده‌ها است.